# Phyllomys blainvillii
Phyllomys blainvillii (золотий атлантичний деревний щур) — вид гризунів родини Голчастих щурів, що зустрічається на північному сході Бразилії. Вид названий на честь Анрі Марі Бленвіля.

## Морфологія
Розмір від малого до середнього серед голчастих щурів. Колір хутра від сіро-жовтого до жовто-коричневого. Має непомітні серед волосся колючки. Якщо порівнювати колір спини й хвоста, то поверхня спини блідіша, а хвіст відповідно темніший. Хвіст більший або рівний довжині голови й тіла, густо вкритий волоссям, на кінці є китиця. Каріотип 2n=50, FN=94.

## Поведінка
Веде нічний спосіб життя, ймовірно, листоїдний. Суворо деревний, деякі особини вистеляють листям гнізда в деревних порожнинах.

## Загрози та охорона
Перебуває в лісовому середовищі проживання, де його населення вкрай фрагментоване. Проживає в Національному заповіднику Араріпе.